# Erzbistum Dubuque
Das Erzbistum Dubuque (lat.: Archidioecesis Dubuquensis) ist eine in den USA gelegene Diözese der römisch-katholischen Kirche mit Sitz in Dubuque (Iowa).

## Geschichte
Das Erzbistum Dubuque wurde am 28. Juli 1837 aus dem Bistum Saint Louis herausgetrennt und als eigenständiges Bistum begründet. Dem Erzbistum Baltimore als Suffragandiözese unterstehend, ging es am 20. Juli 1847 in die Kirchenprovinz des nun zum Erzbistum erhobenen Saint Louis über. Am 19. Juli 1850 gab es gemeinsam mit Saint Louis einige Gebiete zur Errichtung des Bistums Saint Paul ab. Nachdem es am 14. Juni 1881 noch einmal einige Gebiete zur Gründung des Bistums Davenport abgegeben hatte, wurde es am 15. Juni 1893 selbst zum Erzbistum mit Metropolitansitz erhoben. Am 15. Januar 1902 trat das Erzbistum Gebiete zur Gründung eines neuen Bistums (Sioux City) ab.
Seit 1843 ist die Ordensgemeinschaft der Schwestern der Nächstenliebe (BVM) in Dubuque ansässig, die unter anderem die heutige Clarke University gründeten. 1839 wurde durch Bischof Mathias Loras das Loras College ins Leben gerufen.

## Weblinks

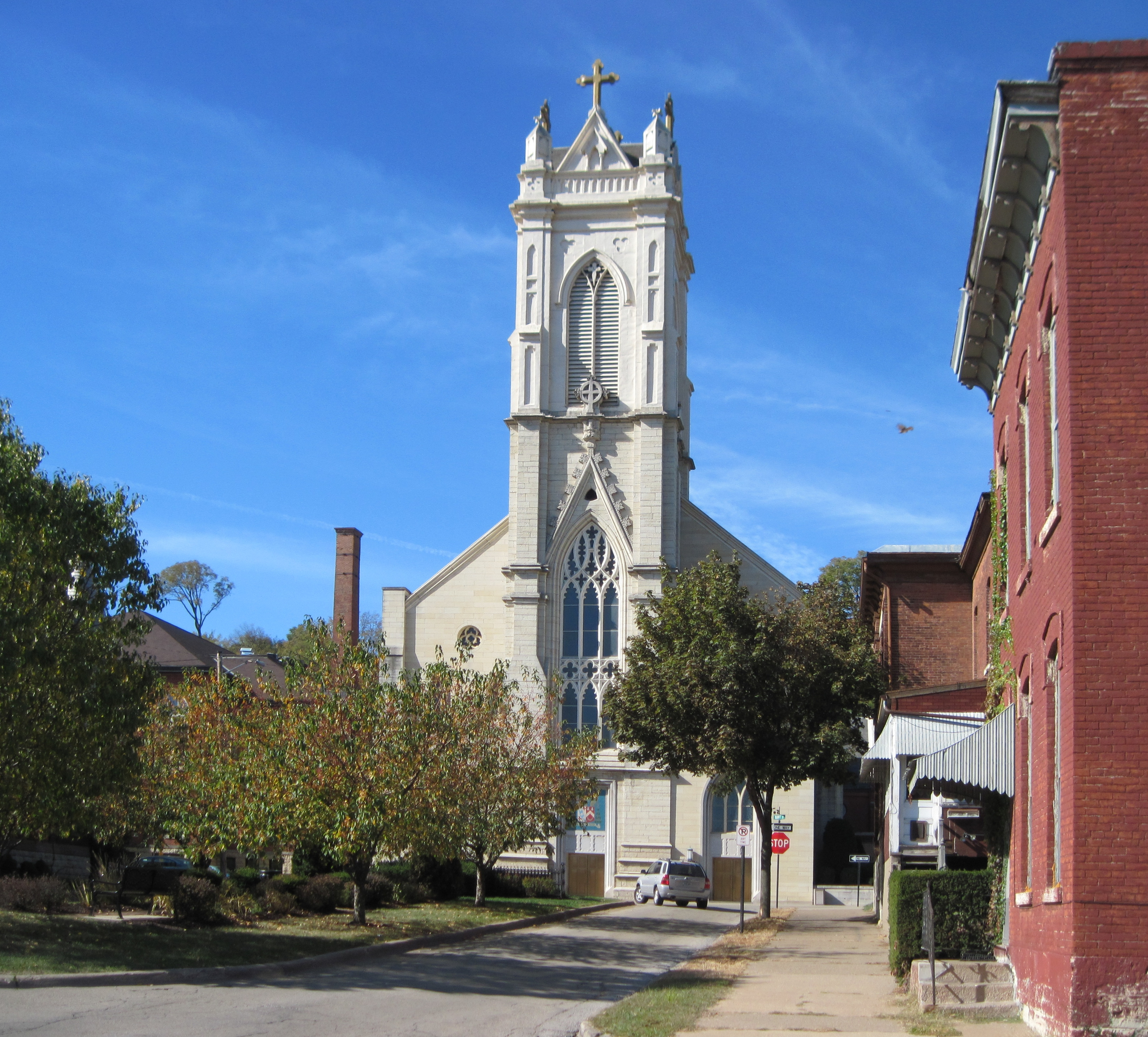
Kathedrale: St. Raphael in Dubuque

## Bischöfe von Dubuque
1. Mathias Loras (1837–1858)
2. Clement Smyth OCSO (1858–1865)
3. John Hennessy (1866–1893)

## Erzbischöfe von Dubuque
| Zeitraum  | Name/Bemerkung                            |
| --------- | ----------------------------------------- |
| 1893–1900 | John Hennessy                             |
| 1900–1911 | John Joseph Keane                         |
| 1911–1929 | James Keane                               |
| 1930–1946 | Francis Beckman                           |
| 1946–1954 | Henry Rohlman                             |
| 1954–1961 | Leo Binz (dann Erzbischof von Saint Paul) |
| 1962–1983 | James Byrne                               |
| 1983–1995 | Daniel William Kucera OSB                 |
| 1995–2013 | Jerome Hanus OSB                          |
| 2013–2023 | Michael Owen Jackels                      |
| seit 2023 | Thomas Robert Zinkula                     |